# República Libanesa (1926-1946)
La República Libanesa fou un estat independent sota mandat francès (França controlava la defensa i relacions exteriors i tenia dret a oposar-se a qualsevol llei contrària al mandat, és a dir als seus interessos, incloent anul·lar la constitució) que va existir entre 1926 i 1946. Anteriorment va constituir l'estat del Gran Líban.
L'estat del Gran Líban fou dotat d'una constitució el 23 de maig de 1926, estant previst que l'1 de setembre següent es proclamaria la república. El consell representatiu de l'estat fou elevat a Cambra legislativa i Charles Debbas fou elegit al front d'aquesta cambra, en funcions de governador però amb títol de president honorari el 26 de maig; segons la constitució la vida política del país se centrava en el parlament que seria bicameral. Debbas fou elegit president com a candidat de compromís quan es va proclamar la república l'1 de setembre de 1926.
L'octubre de 1927 una esmena constitucional va suprimir el senat (formalment es van unificar les dues cambres). Una nova esmena el maig de 1929 va reforçar els poders presidencials enfront del poder legislatiu (el president podria en més situacions dissoldre el parlament) i va ampliar el terme del mandat que inicialment era de tres anys, fins als sis anys; tot i l'oposició del poder legislatiu, l'alt comissionat va amenaçar amb dissoldre el parlament i aquest es va haver d'avenir a la modificació conservant algunes prerrogatives com l'elecció del president (que per tant difícilment seria hostil a la pròpia assemblea); com que el gabinet responia davant el Parlament els governs haurien de ser de coalició per obtenir el suport de una majoria de les diverses forces representades. El terme de la Cambra de Diputats era de 4 anys i dos terços dels diputats eren elegits i un terç designats pel president de la república (fins al 1943 no es va passar a l'elecció de la totalitat); el president era elegit per sis anys per dos terços del Parlament en primera votació i majoria simple en segona i el càrrec no era renovable; el president estava assistit per un consell de ministres presidit per un primer ministre; entre les facultats del president estaven les de signar tractats internacionals; qualsevol diputat podia demanar al gabinet de sotmetre's a un vot de confiança; una vegada un projecte de llei era rebutjat no podia tornar a ser presentat en la mateixa legislatura; els diputats gaudien de plena immunitat per qüestions polítiques i per altres causes (excepte quan fossin enxampats en flagrant delicte). El president estava obligat a promulgar les lleis aprovades pel parlament sense cap modificació en el termini d'un mes (cinc dies si la llei era declarada urgent pel Parlament) i no podia vetar-les però podia sotmetre-les a la cambra per reconsideració però només una vegada en cada legislatura i n'hi havia prou amb la majoria simple dels diputats per ratificar la llei; el president podia promulgar per decret una llei que el consell de ministres hagués presentat al Parlament amb caràcter urgent i no hagués estat aprovada en 40 dies; el pressupost havia de ser aprovat en tres mesos i si no ho era es prorrogava l'anterior fins que el Parlament acordés un nou pressupost.
El 1932 l'assemblea va voler elegir al sunnita Shaikh Muhammad al-Jisr (un partidari del Gran Líban que volia al cens electorals als musulmans i s'oposava al registre de la segona generació de cristians emigrats d'altres llocs en el cens que s'havia de fer el març de 1932) que era el president del parlament i l'alt comissionat Auguste Henri Ponsot va dissoldre el Parlament i va nomenar per decret a Debbas com a president per dos anys més. El cens de 1932 va donar un 29% de cristians maronites mentre que els musulmans passaven a ser el 43% (23 % sunnites i 20% xiïtes) i un 7% de drusos, sent la resta d'altres confessions (armenis, grecs, catòlics...); els cristians estaven en reculada (al cens anterior eren el 33%) i els musulmans en augment (5% més). El 1933 Antun Saade va fundar el partit Social Nacionalista Sirià, mentre agafava importància el partit Comunista Libanès.
El nou alt comissionat Damien de Martel va arribar avançat el 1933 i va decidir aviat restablir el Parlament i va introduir el vot directe dels diputats per les eleccions de 1934. Bishar al-Khoury (o al-Khuri) va organitzar els seus partidaris en un bloc anomenat Bloc Constitucional o Partit Constitucional. Després de les eleccions Debbas va dimitir per fer-se càrrec de la presidència de la Cambra o parlament i com a president fou nomenat interinament un nacional francès, Antoine Privat-Aubouard, fins que al cap d'un mes va poder ser elegit Habib Pacha Es-Saad, del bloc de al-Khoury.
El 1936 el Parlament fou restablert amb un terç dels diputats nomenats per França; l'alt comissionat Damien de Martel esperava que el candidat dels francesos, el cristià maronita Émile Eddé, líder d'al-Kutla al-Wataniyya o Bloc Nacional, una coalició conservadora i profrancesa establerta a l'inici de 1936, seria elegit àmpliament, però finalment només va guanyar per un vot.
Malgrat un acord de principi per la independència del Líban (1941), els golistes (o gaullistes) temptaren de mantenir els països sota control. Un conflicte esclata entre els partidaris resolts de la independència i França: l'alt comissionat Jean Helleu (juny a novembre de 1943) va fer empresonar el govern libanès l'11 de novembre. El 22 de novembre de 1943, la França lliure es va veure obligada, sota amenaça de la Gran Bretanya, d'alliberar al govern libanès i acordar la independència al país. L'endemà Helleu va dimitir i el va substituir Yves Chataigneau. França va reconèixer la independència de la república que ja havia abolit el mandat unilateralment (1943), però van conservar drets sobre defensa i representació exterior. Les tropes franceses van restar al Líban fins al setembre de 1946.
Els presidents de la república fins l'evacuació francesa foren:
- Charles Debbas, 1 de setembre de 1926 - 2 de gener de 1934
- Antoine Privat-Aubouard (interí), 2 de gener de 1934 - 30 de gener de 1934
- Habib Pacha Es-Saad, 30 de gener de 1934 - 20 de gener de 1936
- Émile Eddé, 20 de gener de 1936 - 4 d'abril de 1941
- Pierre Georges Arlabosse (interí), 4 d'abril de 1941 - 9 d'abril de 1941
- Alfred Georges Naccache, 9 d'abril de 1941 - 18 de març de 1943 (interí fins a l'1 de desembre de 1942)
- Ayoub Tabet (interí), 19 de març de 1943 - 21 de juliol de 1943
- Petro Iskandar Trad, 21 de juliol de 1943 - 20 de setembre de 1943
- Bishar Khalil al-Khoury, 21 de setembre de 1943 - 11 de novembre de 1943
- Émile Eddé (segona vegada), 11 de novembre de 1943 - 22 de novembre de 1943
- Bishar Khalil al-Khoury (segona vegada), 22 de novembre de 1943 - 18 de setembre de 1952

Els primers ministres foren:
- Auguste Adib (Auguste Adib Paixà), 31 de maig de 1926 - 5 de maig de 1927
- Bishar Khalil al-Khoury, 5 de maig de 1927 - 10 d'agost de 1928
- Habib Pacha Es-Saad, 10 d'agost de 1928 - 9 de maig de 1929
- Bishar Khalil al-Khoury (segona vegada), 9 de maig de 1929 - 11 d'octubre de 1929
- Émile Eddé, 11 d'octubre de 1929 - 25 de març de 1930
- Auguste Adib (segona vegada), 25 de març de 1930 - 9 de març de 1932
- Charles Debbas, 9 de març de 1932 - 29 de gener de 1934
- Abdullah Bayhum (interí), 29 de març de 1934 - 30 de gener de 1936
- Ayoub Tabet (interí), 30 de gener de 1936 - 5 de gener de 1937
- Khayreddin al-Ahdab 5 de gener de 1937 - 18 de març de 1938
- Khaled Chehab, 18 de març de 1938 - 24 d'octubre de 1938
- Abdullah Aref Yafi, 24 d'octubre de 1938 - 21 de setembre de 1939
- Abdullah Bayhum (segona vegada), 21 de setembre de 1939 - 4 d'abril de 1941
- Alfred Georges Naccache, 7 d'abril de 1941 - 26 de novembre de 1941
- Ahmed Daouk, 1 de desembre de 1941 - 26 de juliol de 1942
- Sami Bey al-Sulh, 26 de juliol de 1942 - 22 de març de 1943
- Ayoub Tabet (segona vegada, interí), 22 de març de 1943 - 21 de juliol de 1943
- Petro Iskandar Trad, 1 d'agost de 1943 - 25 de setembre de 1943
- Riyad Bey al-Sulh, 25 de setembre de 1943 - 10 de gener de 1945
- Abdul Hamid Karami 10 de gener de 1945 - 20 d'agost de 1945
- Sami Bey al-Sulh (segona vegada), 23 d'agost de 1945 - 22 de maig de 1946
- Saadi al-Munla, 22 de maig de 1946 - 14 de desembre de 1946